# Cantón Flavio Alfaro
Flavio Alfaro es un cantón de la provincia de Manabí en Ecuador, tiene una población de 26.415 habitantes.  Su cabecera cantonal es la ciudad de  Flavio Alfaro.

## Historia
La historia de Flavio Alfaro se remonta a los albores de la civilización, con grupos aborígenes que dejaron restos arqueológicos y pinturas en cavernas aún no estudiadas. Las culturas Chorrera, Manteña y Jama Coaque se asentaron en la zona en diferentes épocas.
Originalmente, Flavio Alfaro se llamaba Pescadillo, debido a la abundancia de peces en el río que corría por la zona. En 1888, Eliseo Saldarriaga llegó al lugar y se estableció en el estero San Pablo. Más tarde, Antonio Alcívar se posesionó de esos terrenos y los dejó como herencia a sus hijos, incluyendo a Rafael Alcívar, quien donó parte de los terrenos para la formación de un poblado a petición de Pedro Elías Zambrano y Miguel Agustín Zambrano.
En 1923, Rafael Alcívar vendió Pescadillo a Miguel Agustín Zambrano. El 23 de septiembre de 1940, Pescadillo se convirtió en parroquia perteneciente al cantón Chone, y pasó a llamarse Flavio Alfaro, en honor a Flavio Alfaro, político y militar liberal ecuatoriano y sobrino del General Eloy Alfaro. Claro Antonio Cedeño se destacó en la gestión para lograr este cambio. En esa época, la parroquia incluía los caseríos Zapallo, La Morena, Camarones, El Guineo, Ciriaco, Rancho Quemado, Piche, Novillo y Quinindé.
El 20 de abril de 1988, se decretó la cantonización de Flavio Alfaro. El decreto fue sancionado por el presidente de la República, Ing. León Febres Cordero, y publicado en el Registro Oficial No. 925 el 29 de abril de 1988.

## Símbolos
Los símbolos del cantón Flavio Alfaro son el escudo, la bandera y el himno.
- Escudo: El escudo está dividido en dos campos. En la parte superior, hay tres estrellas que representan las parroquias urbanas y rurales del cantón. Un sol naciente simboliza el deseo de progreso de la jurisdicción. En la parte inferior, se encuentra una carretera, que representa el principal eje de desarrollo de Flavio Alfaro, y el río Pescadillo, que baña la cabecera cantonal y riega los campos productivos. Debajo del escudo está el lema Fuerza-Trabajo-Progreso.

- Bandera: La bandera fue elegida por resolución del Concejo Cantonal en 1992. Está conformada por un rectángulo con una parte superior izquierda de fondo blanco, donde se ubican dos estrellas rojas y una amarilla. El color blanco representa la nobleza y sinceridad de su gente. La estrella amarilla representa la parroquia urbana Flavio Alfaro, y las estrellas rojas representan las parroquias rurales de Zapallo y Novillo. La parte superior derecha es de color amarillo, simbolizando la riqueza del suelo y la abundante producción de la tierra. La parte inferior es de color verde, representando los fértiles campos, la esperanza y el porvenir.

- Himno: El himno exalta el impulso de los hombres y la magia de la tierra de Flavio Alfaro.

## Características físicas
El cantón Flavio Alfaro se caracteriza por su relieve montañoso, con una altitud que varía entre los 350 y 500 metros sobre el nivel del mar. Gran parte de su territorio, aproximadamente el 53%, está conformado por colinas altas, lo que influye en sus actividades económicas y en la distribución de su población.
El clima en Flavio Alfaro es tropical húmedo, con lluvias intensas durante el invierno y la presencia de garúas en la temporada de verano. Las temperaturas promedio oscilan entre los 22 y 26 grados centígrados, lo que favorece el desarrollo de una vegetación exuberante y la producción agrícola en la región.
Su territorio se emplea principalmente para la ganadería y el cultivo de productos como café, cacao, tagua, plátano y diversas frutas tropicales, que representan una parte fundamental de su economía local.
La vegetación en Flavio Alfaro es abundante y propia de un entorno tropical, lo que le otorga un paisaje verde y biodiverso. Este ecosistema es clave para la conservación ambiental y el desarrollo sostenible de la región.

## Extensión y límites
El cantón tiene una extensión de 1.343,1 kilómetros cuadrados, lo que representa el 7.1% del territorio de la provincia de Manabí. Sus límites son:
- Al norte, sur y oeste con el cantón Chone
- Al este con el cantón El Carmen.

## División política
Flavio Alfaro se divide en tres parroquias:

Parroquias Urbanas
- Flavio Alfaro (cabecera cantonal).

Parroquias Rurales
- San Francisco de Novillo (Cab. en Novillo).
- Zapallo

## Organización política
La organización política de Flavio Alfaro se basa en un Gobierno Autónomo Descentralizado Municipal (GAD Municipal). El cantón está regido por un alcalde, quien ejerce las atribuciones que le confieren la Constitución de la República del Ecuador y la ley.
El GAD Municipal de Flavio Alfaro está integrado por el Alcalde, el Concejo Cantonal y los funcionarios designados para la administración y gestión de los servicios públicos. El Concejo Cantonal está conformado por concejales que representan a la población local.
La función electoral en el cantón es garantizada por el Consejo Nacional Electoral (CNE), que asegura el ejercicio de los derechos políticos de los ciudadanos a través del sufragio y la organización política ciudadana.